# Area naturale protetta di interesse locale Giardino-Belora Fiume Cecina
L'Area naturale protetta di interesse locale Giardino-Belora Fiume Cecina è una area naturale protetta della Toscana.